# Torre de Venero
La Torre de Venero, se encuentra en la localidad de Castillo Siete Villas, término municipal de Arnuero, (Cantabria, España), fue declarada Bien de Interés Cultural en 1992. 

## Historia
Es una fortificación medieval tardía de los siglos XIII y XIV, construida por orden de Martín Sánchez del Castillo. Ejerció una labor de defensa en las diversas luchas señoriales locales, en demanda del acrecentamiento de sus tierras y vasallos, y como instrumento idóneo para el ejercicio de su dominio feudal.

## Descripción
La Torre de Venero es una fortificación medieval tardía. Su planta es cuadrada, de unos 9 m de lado. Sus muros, de sillarejo unido con argamasa, poseen un espesor de 70 cm. El alzado es de unos 10 m., dividiéndose en cuatro plantas. 
Su distribución interna responde a las características de las torres bajomedievales de Cantabria: 
- Planta baja: para el cuerpo de guardia, cocina y caballerizas.
- Planta principal: con salón para la vida común.
- Planta segunda: para dormitorio de los señores.
- Planta tercera: para los criados y gentes de armas.
- Planta cuarta: descubierta y almenada, que se utilizaba para la defensa y vigilancia.

Todos los pisos se comunicaban a través de escaleras, fácilmente suprimidas en situaciones de amenaza externa.
En la fachada sur se abre la puerta, de la que solo se conserva un arco de 1,40 m de luz. En la primera planta poseyó un gran ventanal, rematado en arco de medio punto, que daba acceso a un cadalso de madera, sostenido por cuatro repisas que sobresalen del muro exterior. En el segundo piso existen dos ventanillas rematadas en arco apuntado y dos troneras rectangulares, con derrame hacia el interior. Todas las fachadas se rematan en una cornisa almenada, que presenta saeteras en dos almenas de cada cara del edificio.